# 克拉斯内 (利沃夫州)
克拉斯内，或译克拉斯涅，是乌克兰西部利沃夫州佐洛奇夫區克拉斯内市镇的镇及行政中心。总人口6000（2024年）。